# Menelas Ghermani
Menelas Ghermani (n. 10 mai 1834, Belgrad – d. 24 decembrie 1899, București) a fost ministru de finanțe al României între anii 1888-1895.